# Cornelia Zangheri
Cornelia Zangheri (Longiano, Estados Pontificios, 20 de julio de 1664 - Cesena, marzo de 1731) fue una noble italiana.

## Biografía
Nació el 20 de julio de 1664 en Longiano. Hija de Francesco Maria Zangheri.
En 1687 se casó con el conde Francesco Bandi con quien tuvo siete hijos: Maria Colomba, Margherita Felice, Giuseppe, Anna Teresa, Elisabetta y Anna Margherita Bandi Zangheri.
Su hija Anna Teresa se casó con el conde Marco Aurelio Braschi y fueron padres de Giovanni Braschi (futuro Pío VI).

## Muerte
El 21 de marzo de 1731, la condesa se encontraba «embotada y con pesadez» durante la cena. La criada la acompañó a su habitación y, al día siguiente, al no levantarse a la hora habitual, fue a despertarla y encontró los restos de la condesa. Según el relato, la habitación se encontraba llena de hollín. El cuerpo de la condesa había sido reducido a un montón de cenizas que se encontraba a poco más de un metro de la cama, aunque sus piernas y parte de su cabeza se encontraban relativamente intactas. La cama y el resto del mobiliario no habían sido afectados por el fuego, pero estaban cubiertas por una capa grasienta y maloliente. En el suelo se encontró una lámpara de aceite cubierta de cenizas, pero sin aceite. La forma en la que se encontraron las sábanas parecía indicar que la condesa se había levantado en algún momento de la noche.

### En la cultura popular
- En el prefacio de la obra Casa desolada, el novelista Charles Dickens, relata el caso de la condesa.